# Бейгу-каган
Бейгу-каган, также Бейгу или Байгу — правитель Кыргызского каганата в X веке. Являлся сюзереном первых представителей огузской династии сельджукидов. Немецкий востоковед XIX века Г. Вейль писал, что на службе у кыргызского кагана Бейгу находился Сельджук, являвшийся дедом Тогрул-бека, основавшего Государство Сельджукидов. Позже, предводитель сельджуков вступил в ссору со своим сюзереном — Бейгу, и ушел со своими людьми в Мавераннахр. Аналогичного мнения придерживался немецкий востоковед К. Броккельман, называя сельджуков выходцами из «кыргызских степей». По мнению К. Броккельмана, около 970 года огузские племена, именовавшиеся также «туркменами», под предводительством Сельджука ушли сначало в Дженд, а оттуда к Бухаре.